# Нафс
Нафс (араб. النفس‎), в исламе — сущность человека, его «Я», его эго. Нафсом также называют страсти, все отрицательные черты души, которые присущи людям и джиннам.
Нафс часто ассоциируется с источником тех желаний человека, которые противоречат положениям шариата. В коранических аятах суры ан-Назиат тем, кто преодолевает свой нафс, обещаны райские сады: «А кто боялся пребывания Господа своего и удерживал душу от страсти, то, поистине, рай, это — прибежище». Каждый мусульманин на протяжении всей его жизни обязан бороться со своими страстями.

## Нафс и рух
В ранней арабской поэзии нафс означало «личность» или «человека», в то время как слово «рух» означало «дыхание» или «ветер». В Коране нафсом обозначают «душу», а рухом — специального ангела посланника и особое божественное качество. В посткоранической литературе значение нафса и руха взаимосвязаны между собой и применяются по отношению к человеческому духу, ангелам и джиннам.

### Нафс в Коране
Слово нафс (мн. ч. анфус и нуфус) употребляются в Коране в пяти значениях:
1. В большинстве случаев под словом нафс имеются в виду самость человека или личность, например: «Давайте призовем наших сыновей и ваших, наших женщин и ваших, нас самих и вас самих …»[4].
2. В шести аятах нафс относится к Аллаху: «Ты знаешь то, что у меня в душе, а я не знаю того, что у Тебя в душе (нафсика): ведь Ты — ведающий скрытое»[5].
3. В одном аяте нафс относится к языческим богам: «Они не властны принести вред или пользу даже самим себе (анфусихим) и не распоряжаются ни смертью, ни жизнью, ни воскрешением»[6].
4. В одном аяте нафс дважды употребляется во множественном числе для того, чтобы обратиться к людям и джиннам: «Они скажут: „Мы свидетельствуем против самих себя (анфусина)“. Мирская жизнь обольстила их, и они принесут свидетельство против самих себя о том, что они были неверующими»[7]
5. В значении человеческой души: «и ангелы простирают к ним свои руки: „Отдайте свои души (анфусакум)! Сегодня вам воздадут унизительными мучениями за то, что вы говорили об Аллахе неправду и превозносились над Его знамениями“»[8]

Душа человека имеет три характеристики:
- она побуждает к совершению зла, нашёптывает; человеку необходимо её ограничить, быть терпеливым и не быть скупым;
- она попрекает;
- она может быть стеснена и обрести покой.

Нафс не используется по отношению к ангелам.

### Рух в Коране
Слово рух употребляются в Коране в пяти значениях:
1. Аллах вдохнул дух в Адама[17], оживляя его тело, и в Марьям для зачатия Исы[18]. Здесь рух эквивалентен библейскому «дыханию жизни» (ср. Быт. 2:7), создание которого принадлежит Аллаху.
2. В четырёх аятах говорится о том, что дух от повеления (мин амри) Аллаха: «Они спрашивают тебя о духе (рух). Скажи: „Дух от повеления Господа моего. Даровано вам знания только немного“»[19]. Этот вид руха создан Аллахом для пророческого служения. В зависимости от контекста он может быть связан со знанием, ангелами, светом, верой и руководством. Он сильно напоминает из библейский «бецалель», который был «исполнил его Духом Божиим, мудростью, разумением, ведением и всяким искусством» (Исх. 35:31).
3. В 171 аяте суры ан-Ниса пророк Иса называется «духом Аллаха»: «Ведь Мессия, Иса, сын Марйам, — только посланник Аллаха и Его слово, которое Он бросил Марйам, и дух (рух) Его»[20].
4. В трёх аятах дух сопровождается ангелами: «в тот день, когда станут дух (рух) и ангелы рядами; не будет говорить никто, кроме тех, кому дозволит Милосердный, и скажет Он истину»[21]
5. В 193 аяте суры аш-Шуара «верный дух» (ар-рух аль-амин) в виде Корана нисходит на сердце пророка Мухаммеда[22]. В 17 аяте суры Марйам Аллах посылает Марьям «Наш дух», который «принял пред ней обличие совершенного человека»[23]. В 102 аяте суры ан-Нахль «дух святой» (рух аль-кудус) в виде Корана ниспослан для того, «чтобы утвердить тех, которые уверовали, на прямой путь, и радостную весть для мусульман»[24]. В трёх местах утверждается, что Аллах помогает Исе с помощью с «духа святого» (рух аль-кудус)[25]. В данном случае духом может быть ангельский посланник (п. 4).

Таким образом, слово рух в Коране не означает всех ангелов, ни самость человека или личность, ни его душу или только дух. В Коране оно употребляется только в единственном числе.

### Нафас
Нафас в переводе на русский язык означает «дыхание» и «ветер». Это слово является однокоренным со словом нафс и в некоторых из своих значениях соответствует руху. Нафас не встречается в Коране, но используется в раннеарабской поэзии. От нафаса образовывается глагол танаффаса и однокоренное фа-ль-ятанафас аль-мутанафисуна в Коране и нафиса у ат-Табари.

## Нафс в литературе
Поэзия эпохи Омейядов использует рух в первую очередь в качестве человеческой души (аналогично нафсу в Коране).
В сборнике хадисов имама Малика аль-Муватта используется слово насама, которое не встречается в Коране, и нафс для обозначения души или духа, в то время как в Муснаде Ахмада ибн Ханбаля используется насама, нафс и рух. В Сахихах Муслима и аль-Бухари рух используется для обозначения человеческой души.
В Тадж аль-арус перечисляется 15 значений слова нафс и добавляется два других из Лисан аль-араб: дух, кровь, тело, завистливый взгляд, присутствие, специфическая реальность, «Я», загар, высокомерие, самоувеличение, цель, презрение, отсутствие, желание, наказание, брат, человек. В ней говорится, что большинство из этих значений метафорические. В Лисан аль-Араб приводятся примеры этих значений в поэзии и Коране. Слово нафс в значении «душа» или «дух» избегается в отношении Аллаха. Человеческие нафс и рух относится к жизни или личности; человек имеет два состояния души (нафсани), одна из которых побуждает, а другая запрещает.